# Obi (Nasarawa, Nigeria)
Pour les articles homonymes, voir Obi (homonymie).
Obi est une zone de gouvernement local de l'État de Nassarawa au Nigeria,.

## Source
- (en) Cet article est partiellement ou en totalité issu de l’article de Wikipédia en anglais intitulé « Obi, Nasarawa State » (voir la liste des auteurs).